# Thèze (Pyrénées-Atlantiques)
Thèze is een gemeente in het Franse departement Pyrénées-Atlantiques (regio Nouvelle-Aquitaine) en telt 697 inwoners (1999). De plaats maakt deel uit van het arrondissement Pau.

## Geografie
De oppervlakte van Thèze bedraagt 7,9 km², de bevolkingsdichtheid is 88,2 inwoners per km².
De onderstaande kaart toont de ligging van Thèze (Pyrénées-Atlantiques) met de belangrijkste infrastructuur en aangrenzende gemeenten.

## Demografie
Onderstaande figuur toont het verloop van het inwonertal (bron: INSEE-tellingen).